# Staudengärtnerei

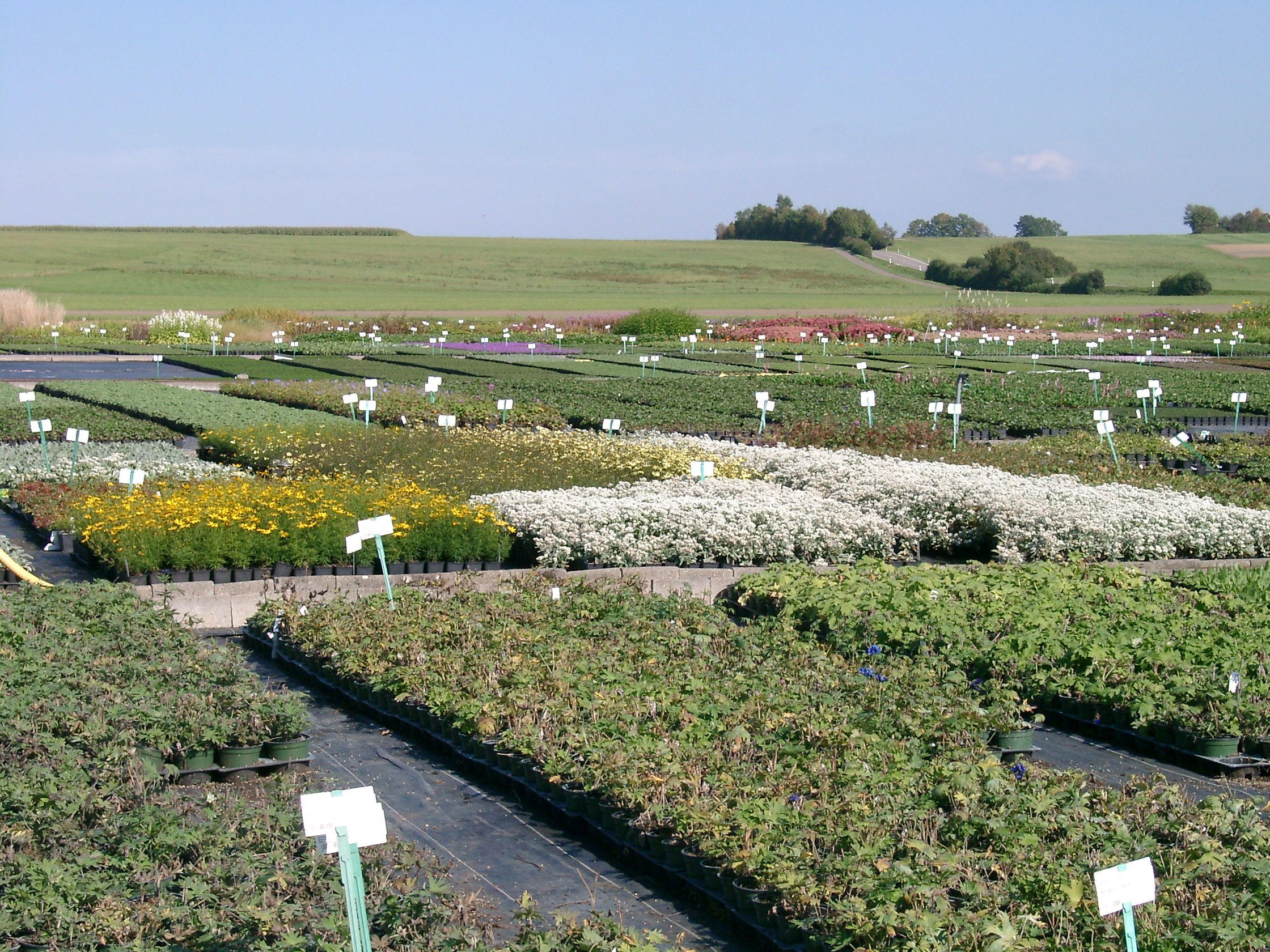
Stauden werden vorwiegend im Freiland kultiviert

Eine Staudengärtnerei ist ein auf Staudenkulturen spezialisierter Betrieb des Produktionsgartenbaus. 

## Staudengärtnerei

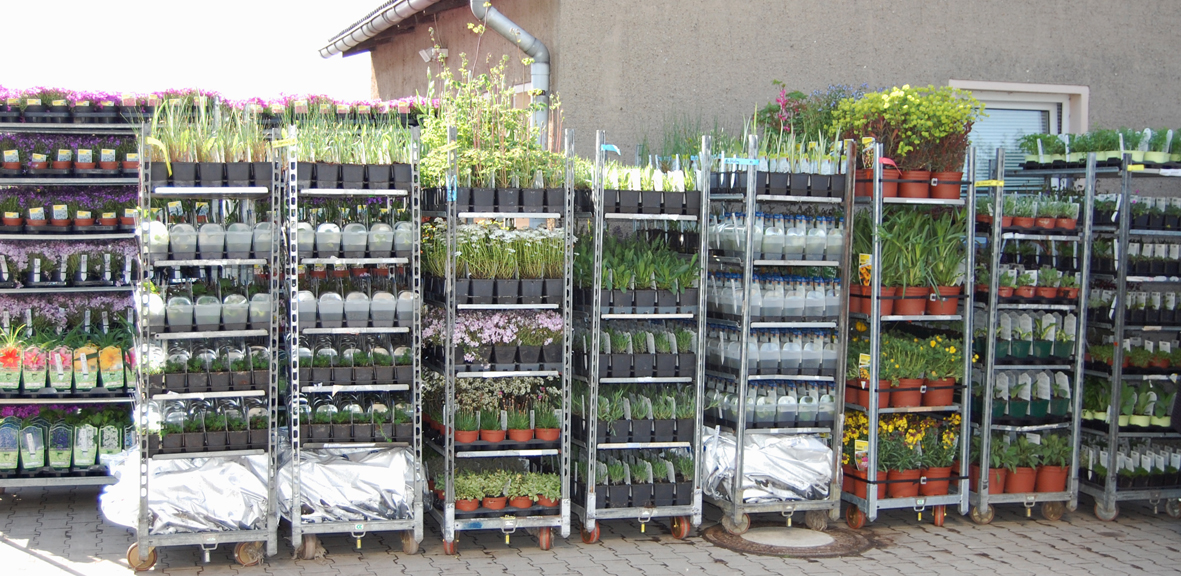
Verkaufsfertige Stauden

Vorrangig werden Stauden unter Freilandbedingungen kultiviert. Für die Anzucht werden Gewächshäuser oder Folienhäuser benötigt, ebenso für die Überwinterung einiger Kulturen. Stauden sind nicht verholzende, mehrjährige und krautige Pflanzen. Aufgrund ihrer Winterhärte werden sie in Gärten, Parks und öffentlichen Anlagen als attraktive Blühpflanzen und Funktionspflanzen eingesetzt. Staudengärtnereien können kleine, hoch spezialisierte Ein-Mann-Betriebe sein oder Großgärtnereien mit einer Produktion von mehreren Millionen Pflanzen im Jahr.
Die erste und damit älteste deutsche Staudengärtnerei ist die Staudengärtnerei Arends, die 1888 vom gebürtigen Essener Georg Arends im Wuppertaler Stadtteil Ronsdorf gegründet wurde.

## Staudensortiment
Die klassische Staudengärtnerei hat ein sehr umfassendes Sortiment von durchschnittlich über 1.300 Arten und Sorten. Einige Betriebe spezialisieren sich auf bestimmte Gattungen wie Funkien, Pfingstrosen oder Iris. Andere spezialisieren sich auf Sortimente von bestimmten Verwendungsbereichen wie:
- Wasserpflanzen
- Dachgartenstauden
- Steingartenstauden
- Gräser
- Heil- und Gewürzstauden
- Schmuck- und Beetstauden
- Raritäten
- Farne

Eine dritte Form der Spezialisierung ist die Ausrichtung der Produktion auf einen bestimmten Absatzkanal wie Landschaftsbau, Fachhandel, Privatkunden oder Kommunen. In enger Absprache mit dem Abnehmer werden dann Produktgrößen, Liefertermine und Sortimente vorgegeben.

## Staudensichtungsgärten
Staudensortimente und Staudenneuheiten testet der Arbeitskreis Staudensichtung unter unterschiedlichen Bodenbedingungen und verschiedenartigen klimatischen Gegebenheiten auf ihre Eigenschaften. Die Fachleute dieses unabhängigen Gremiums beurteilen die Arten und Sorten über mehrere Jahre in Sichtungsgärten mit unterschiedlichem Wetter und Boden in Deutschland, Österreich und der Schweiz. Die Auswertung der Sichtungsergebnisse erleichtert den Landschaftsgärtnern, Landschaftsarchitekten, Pflanzenverkäufern und den Gartenliebhabern die Auswahl zuverlässig gedeihender Staudensorten.

## Staude des Jahres
Der Bund deutscher Staudengärtner wählt jedes Jahr eine Staudengattung zur Staude des Jahres. Damit machen die Staudengärtner auf die Artenvielfalt in den einzelnen Gattungen und auch im gesamten Sortiment aufmerksam.

## Staudenverwendung
Das breite Sortiment, das in deutschen Staudengärtnereien kultiviert wird, ermöglicht eine vielfältige Staudenverwendung in Gärten, Parks und öffentlichen Anlagen. Für alle Standorte – definiert durch Boden- und Lichtverhältnisse und Klimazonen – finden sich Arten und Sorten. Sowohl extensiv gepflegte Standorte wie Verkehrsinseln oder Flachdächer als auch pflegeintensive Rabatten in Parks oder Gärten, die jährlich eine volle Blütenpracht entfalten, können mit Stauden begrünt werden. Damit Gartenarchitekten, Freiraumplaner, Gärtner und Hobbygärtner funktionierende Pflanzen und Sortimente für ihre Bauvorhaben auswählen können, werden in der Fachliteratur und guten Staudenkatalogen alle Pflanzen in Lebensbereiche eingeordnet. Diese Lebensbereiche spiegeln die Standortverhältnisse wider.
Der unter dem Dach des Bundes deutscher Staudengärtner (BdS) agierende „Arbeitskreis Pflanzenverwendung“ hat sich zum Ziel gesetzt, die Verwendung von Stauden im öffentlichen und privaten Grün zu fördern. In Zeiten knapper öffentlicher Kassen besteht die Hauptaufgabe darin, attraktive, abwechslungsreiche Mischpflanzungen (Staudenpflanzungen) zu entwickeln, die mit reduziertem Pflegeaufwand dauerhaft erhalten werden können. Viele Staudengärtner bieten diese Staudenmischungen per Quadratmeter für unterschiedliche Lebensbereiche an. Diese Staudenmischungen – zusammen mit Blumenzwiebeln – zeigen von Frühjahr bis zum Herbst durch wechselnde Blütenaspekte immer wieder neue Pflanzenbilder.

## Berufsständische Organisation
Der Bund deutscher Staudengärtner (BdS) unter dem Dach des Zentralverbandes Gartenbau e.V. (ZVG) ist die Organisation für Gärtnereien mit dem Produktionsschwerpunkt Stauden. Die „Internationale Stauden-Union“ (auch: International Hardy Plant Union) ist ein Zusammenschluss von Staudengärtnern, Staudenliebhabern und Wissenschaftlern. Im Verein „Perenne e.V.“ arbeiten Staudenbetriebe sowie Fachleute aus anderen Bereichen mit dem Ziel zusammen, Staudenkenntnisse und Staudenverwendung zu fördern.

## Ausbildungsberuf Gärtner, Fachrichtung Staudengärtnerei
Die Berufsausbildung zum Gärtner, Fachrichtung Staudengärtnerei, ist vielfältig. In den meist drei Jahren lernen die Auszubildenden Stauden und ihre Lebensbereiche kennen, werden vertraut mit der Maschinen- und Gewächshaustechnik und erfahren einiges über die Vermarktung der Stauden. Staudengärtner können sich zum Gärtnermeister weiterqualifizieren oder mit einem Studium die Abschlüsse Bachelor oder Master erzielen.

## Karl-Foerster-Gedenkstätte

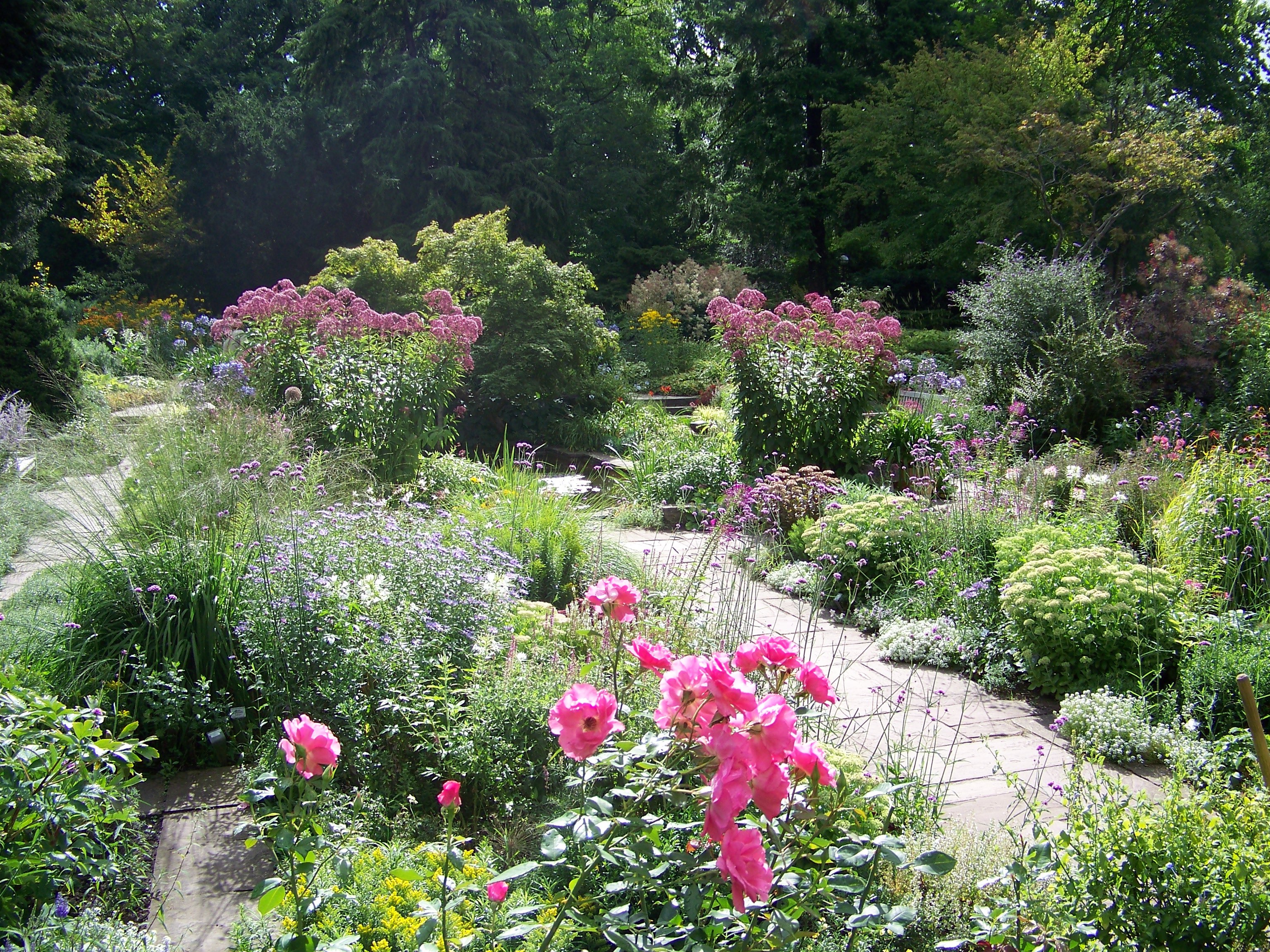
Der Senkgarten, Herzstück des Karl-Foerster-Gartens

Einer der bekanntesten deutschen Staudengärtner und Staudenzüchter war Karl Foerster (1874–1970), der sich mit der Gärtnerei außerdem literarisch befasste. Der Versuchs-, Lehr- und Schaugarten (Karl-Foerster-Garten) des Potsdamer Ehrenbürgers und sein Wohnhaus in Potsdam-Bornim stehen seit 1981 als Karl-Foerster-Gedenkstätte unter Denkmalschutz. Um die dauerhafte Bewahrung dieses Kulturdenkmals sicherzustellen, hat seine 2010 verstorbene Tochter Marianne das Haus und den nach ihrem Vater benannten Garten der Deutschen Stiftung Denkmalschutz in Bonn hinterlassen. Foersters Nachlass wird seit 1985 in der Staatsbibliothek zu Berlin aufbewahrt. In Potsdam-Bornstedt wurde eine Grundschule nach ihm benannt, die Karl-Foerster-Schule.